# Dryopteris mantoniae
Dryopteris mantoniae är en träjonväxtart som beskrevs av Fraser-jenkins och Corley. Dryopteris mantoniae ingår i släktet Dryopteris och familjen Dryopteridaceae. Inga underarter finns listade.